# طاقة نووية

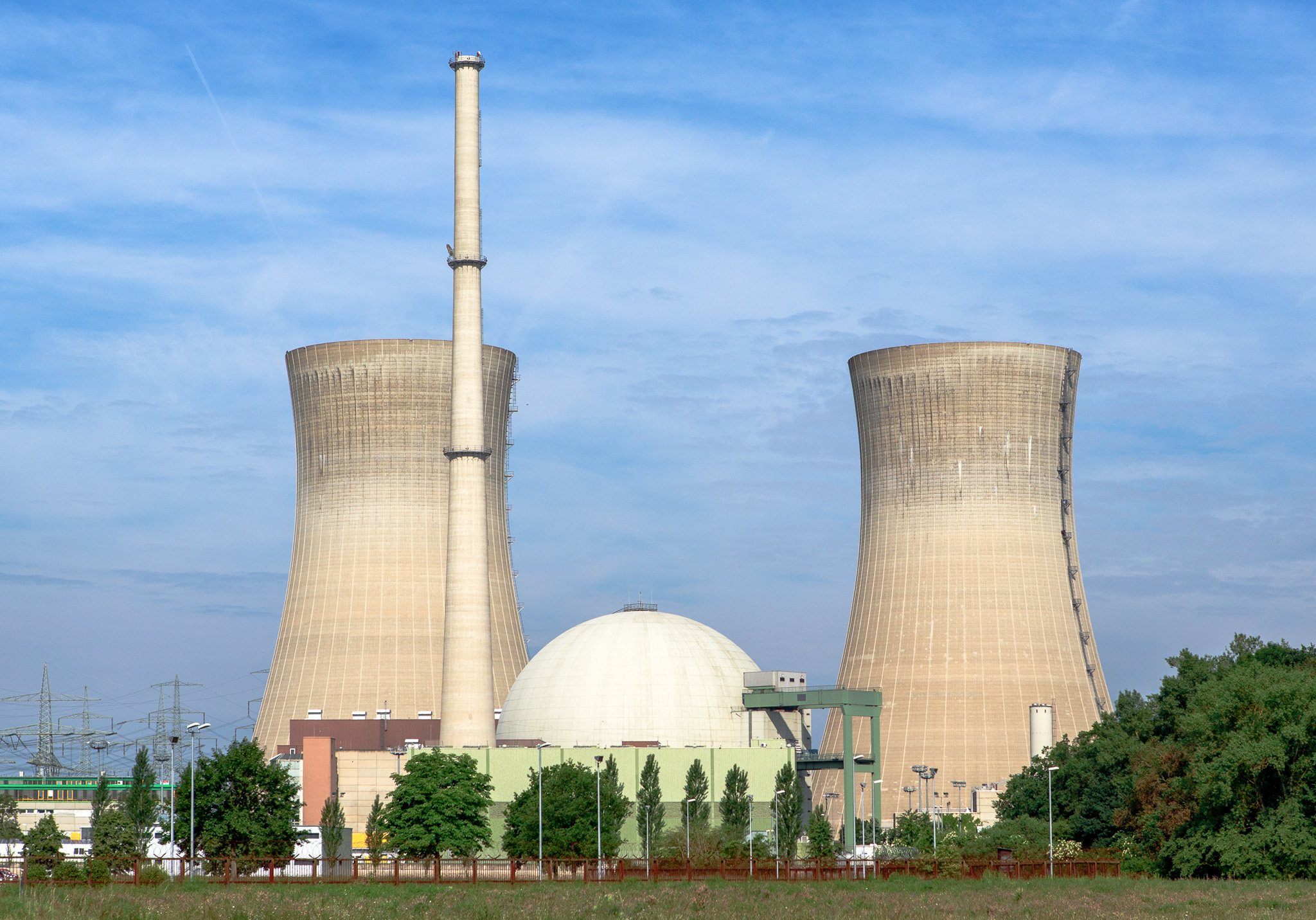
محطة طاقة نووية.

انشطار نووي، أو التفاعل التسلسلي : يصطدم نيوترون بنواة ذرة U^{235}، فتنقسم منتجة من 2 - 3 نيوترونات، وتصطدم تلك النيترونات بأنوية ذرات يورانيوم أخرى منتجة من 2 - 3 نيوترونات (الكرات الصغيرة الخضراء في الشكل)، وهكذا تتزايد تزايدًا كبيرًا في جزء من الثانية. يصاحب هذا الانقسام انطلاق طاقة حرارية كبيرة، لأن انقسام نواة ذرة اليورانيوم-235، يكون مصحوبًا بانطلاق طاقة قدرها 200 ميجا إلكترون فولت.

اندماج نووي.

الطاقة النووية هي الطاقة التي يتم توليدها عن طريق التحكم في تفاعلات انشطار أو اندماج الذرة. تستغل هذه الطاقة في محطات توليد الكهرباء النووية، حيث يسخن الماء لإنتاج بخار الماء الذي يستخدم بعد ذلك لتحريك زعنفات لإنتاج الكهرباء. في 2009، شكلت نسبة الكهرباء المنتجة من الطاقة النووية بنحو 13-14% من إجمالي الطاقة الكهربية المنتجة في العالم. كما تعمل الآن أكثر من 150 غوّاصة بالطاقة النووية.
ينظر العلماء إلى الطاقة النووية كمصدر حقيقي لا ينضب للطاقة. ومما يثير المعارضة حول مستقبل الطاقة النووية هو التكاليف العالية لبناء المفاعلات، ومخاوف العامة المتعلقة بالسلامة، وصعوبة التخلص الآمن من المخلفات عالية الإشعاع. بالنسبة إلى التكلفة فهي عالية نسبيا من حيث بناء المفاعل ولكن تلك التكاليف تعوض بمرور الوقت حيث أن الوقود النووي رخيص نسبيا. وقد تقدمت الصناعات النووية كثيراً بحيث أن لديها الاستعدادات لحل مسائل سلامة تشغيل المفاعلات والتخلص السليم من النفايات المشعة الضارة.

## تأثير الإشعاع على الكائنات
يتسبب الإشعاع النووي عند الجرعات الإشعاعية الكبيرة في تشوهات وإعاقات تصعب معالجتها وقد يصل تأثيرها إلى حد موت من يصاب بها. ويؤثر الإشعاع النووي مباشرة على مكونات الخلايا الحية نتيجة تفاعلات لا علاقة لها بالتفاعلات الطبيعية في الخلية. وحجم الجرعة المؤثرة يختلف حسب نوعية الكائن الحي فهناك حشرات تموت عندما تمتص أجسامها طاقة نووية تصل فقط 20 جراي (وحدة)ْ (1 جراي == جول لكل كيلو جرام من الجسم المعرض للإشعاع النووي Gray == J/kg)، وحشرات لا تموت إلا عندما تصل الجرعة إلى حوالي 3000 جرَأيْ (ضعف الجرعة السابقة 150 مرة). تأثر الثدييات يبدأ عند جرعة لا تزيد عن 2 جْراي، والفيروسات تتحمل جرعة تصل 200 جراي أي ضعف الجرعة المؤثرة على الثدييات 100 مرة.
وكمية النفايات المشعة نتيجة الانشطار النووي بمحطات إنتاج الكهرباء بالمفاعلات النووية محدودة مقارنة بكمية النفايات بالمحطات الحرارية التي تعمل بالطاقة الأحفورية كالنفط أو الفحم. فالنفايات النووية تصل 3 ميليجرام لكل كيلو واط ساعة (3 mg/kWh) مقابل حوالي 700 جرام ثاني أكسيد الكربون لكل كيلو واط ساعة بالمحطات الحرارية العادية لكن هذه الكمية الصغيرة جداً من الإشعاع النووي قد تكون قاتلة أو قد تتسبب في عاهات وتشوهات لا علاج لها. لهذا فإن جميع الدول التي تستخدم الطاقة النووية لإنتاج الطاقة الكهربائية تعمل على التخلص من تلك النفايات المشعة بدفنها في الطبقات الجيولوجية العميقة تحت سطح الأرض بعيداً عن الناس، وقد تستمر فاعلية الإشعاعات لقرون بل لآلاف السنين حتى يخمد هذا الإشعاع أو يصل إلى مستوى يعادل الإشعاع الطبيعي. لهذا يحاول العلماء حالياً توليد الطاقة النووية عن طريق الإندماج النووي بدلا من الانشطار النووي الذي تنشطر فيه ذرات اليورانيوم وتعطي بروتونات ونيوترونات وجسيمات دقيقة، تـُحول حركتها إلى حرارة في ماء التبريد ومن بخاره المرتفع الضغط تـُولد الطاقة الكهربائية. ومشكلة توليد الكهرباء من المفاعلات النووية تتمثل في النفايات المشعة التي تسفر عن العملية. وهذه النفايات ضارة بالبشر وهذا ما جعل العلماء يسعون للحصول على الطاقة عن طريق تقنية الاندماج النووي التي تجري حالياً في الشمس والتي تسفر عن نفايات مشعة قليلة.

## محطات الطاقة النووية
تعتبر محطات التوليد الطاقة النووية نوعاً من محطات التوليد الحرارية البخارية، حيث تقوم بتوليد البخار بالحرارة التي تتولد في فرن المفاعل. الفرق في محطات الطاقة النووية أنه بدل الفرن الذي يحترق فيه الوقود يوجد الفرن الذري الذي يحتاج إلى جدار عازل وواق من الإشعاع الذري وهو يتكون من طبقة من الآجر الناري وطبقة من المياه وطبقة من الحديد الصلب ثم طبقة من الأسمنت تصل إلى سمك مترين وذلك لحماية العاملين في المحطة والبيئة المحيطة من التلوث بالإشعاعات الذرية.

مفاعل نووي يعمل بالماء المضغوط

والمفاعل النووي تتولد فيه الحرارة نتيجة انشطار ذرات اليورانيوم بضربات النيوترونات. وتستغل هذه الطاقة الحرارية الهائلة في غليان المياه في المراجل وتحويلها إلى بخار ذات ضغط عال ودرجة حرارة نحو 480 درجة مئويـة. ثم يسلط هذا البخار ذو الضغط المرتفع (نحو 380 ضغط جوي) على زعانف توربينات بخارية صممت ليقوم البخار السريع بتدوير محور التوربينات وبذلك تتحول الطاقة البخارية إلى طاقة ميكانيكية على محور هذه التوربينات. ويُربط محور التوربين مع محور المولد الكهربائي فيدور محور المولد الكهربائي (ALTERNATOR) بنفس السرعة فتتولد على طرفي الجزء الثابت من المولد الطاقة الكهربائية.
نفذت أول محطة توليد نووية في العالم في عام 1954 وكانت في الاتحاد السوفيتي بطاقة 5 ميجا واط. عندما توصل العلماء إلى تحرير الطاقة النووية من بعض العناصر كاليورانيوم والبلوتونيوم. فوقود المفاعلات النووية اليورانيوم المخصب بكمية تكفي لحدوث تفاعل انشطاري تسلسلي يستمر من تلقاء ذاته. ويوضع الوقود في شكل حزم من قضبان اليورانيوم طويلة داخل قلب المفاعل الذي هو عبارة عن غلاية كبيرة مضغوطة شديدة العزل ذات جدار سميك (نحو 25 سنتيمتر من الفولاذ). ويتم الانشطار النووي بها لتوليد حرارة لتسخين المياه وتكوين البخار عال الضغط، الذي يدير زعانف التوربينات التي تتصل بمولدات كهربائية. ويتم ضبط معدل تشغيل المفاعل عن طريق إدخال قضبان تحكم في قلب المفاعل من مادة الكادميوم التي تمتص النيوترونات الزائدة. فكلما تم تقليل عدد النيوترونات في المفاعل كلما بطء معدل انشطار أنوية اليورانيوم.
وكان أول مفاعل نووي قد أقيم عام 1944 في هانفورد بأمريكا لإنتاج مواد الأسلحة النووية وكان وقوده اليورانيوم الطبيعي. وكانت المادة المهدئة لسرعة النيوترونات ليست الماء وإنما الجرافيت،فكان ينتج البلوتونيوم لاستخدامة في صناعة القنابل الذرية. ولم تكن الطاقة المتولدة من المفاعل تُستغل. ثم بُنيت أنواع مختلفة من المفاعلات في كل أنحاء العالم لتوليد الطاقة الكهربائية. وتختلف في نوع الوقود والمبردات والمهدئات. وفي أمريكا يستعمل الوقود النووي في شكل أكسيد اليورانيوم المخصب حتى 3% باليورانيوم-235 والمهدئ والمبرد من الماء النقي. وهذا النوع من المفاعلات يطلق عليها مفاعلات الماء الخفيف (أي الماء العادي).

## تخصيب اليورانيوم

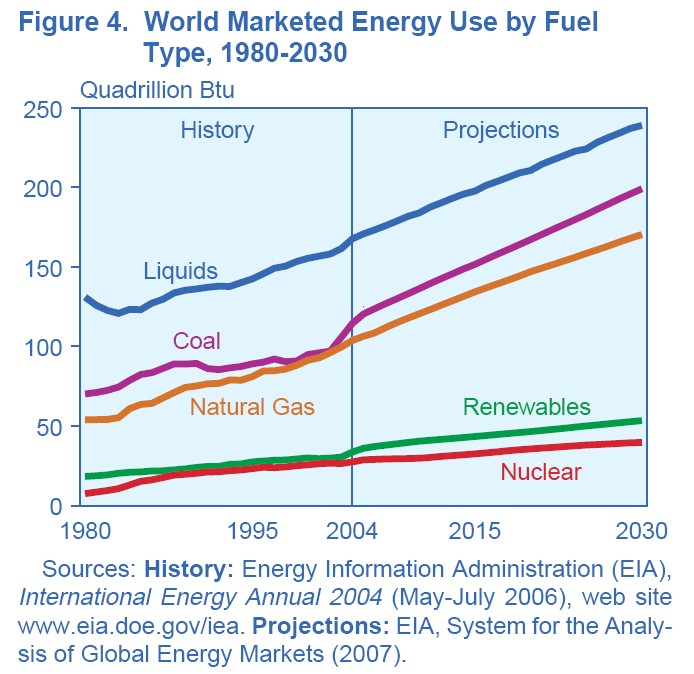
إنتاج الطاقة العالمي بين 1980 - 2030: International Energy Outlook 2007, إدارة معلومات الطاقة الأمريكية.

اليورانيوم هو المادة الخام الأساسية للمشروعات النووية المدنية والعسكرية. ويستخلص من طبقات قريبة من سطح الأرض أو عن طريق التعدين من باطن الأرض. ورغم أن مادة اليورانيوم توجد بشكل طبيعي في أنحاء العالم، لكن القليل منه فقط يوجد بشكل مركز كخام. وحينما تنشطر ذرات معينة من اليورانيوم في تسلسل تفاعلي يسمى بالانشطار النووي.، ويحدث ببطء في المنشآت النووية، وبسرعة هائلة في حالة تفجير سلاح نووي. وينجم عن ذلك انطلاق للطاقة وفي الحالتين يتعين التحكم في الانشطار تحكما بالغا. ويكون الانشطار النووي في أفضل حالاته حينما يتم استخدام النظائر من اليورانيوم-235 (أو البلوتونيوم 239)، والمقصود بالنظائر هي الذرات ذات نفس الرقم الذري ولكن بعدد مختلف من النيوترونات. ويعرف اليورانيوم-235 بـالنظير الانشطاري لميله للانشطار محدثا تفاعلا تسلسليا، يطلق الطاقة في صورة حرارية. وحينما تنشطر نواة ذرة من اليورانيوم-235 فإنها تطلق نيوترونين أو ثلاث نيوترونات. وحينما تتواجد إلى جانبها ذرات أخرى من اليورانيوم-235 تصتدم بها تلك النيوترونات مما يؤدي لانشطار الذرات الأخرى، وبالتالي تنطلق نيوترونات أخرى. ولا يحدث التفاعل النووي إلا إذا توافر ما يكفي من ذرات اليورانيوم-235 بما يسمح بأن تستمر هذه العملية كتفاعل متسلسل يتواصل من تلقاء نفسه. أو ما يعرف بـالكتلة الحرجة. غير أن كل ألف ذرة من اليورانيوم الطبيعي تضم سبع ذرات فقط من اليورانيوم-235 القادرة على الانقسام. بينما تكون الذرات الأخرى الـ993 من اليورانيوم الأكثر كثافة ورقمه الذري يورانيوم-238 فلا تتميز بخاصية الإنقسام عند امتصاصها للنيوترون. ومفاعلات الماء الخفيف Light Water Reactors هي نوع من المفاعلات الانشطارية النووية The Nuclear Fission Reactors التي تستعمل في الولايات المتحدة الأمريكية وإنجلترا واليابان وفرنسا وألمانيا والصين وكندا وبلجيكا لتوليد القوي الكهربائية وتستخدم الماء العادي كوسيط في اتسخين الماء وتحويله إلى بخار عالي الضغط لتشغيل التوربينات لتوليد الكهرباء من المولدات. وهذا يتطلب تخصيب وقود اليورانيوم الخام Uranium Fuel Enrichment.
ويحتوي اليورانيوم الطبيعي على نسبة 0,7% من يورانيوم-235 وهو نظير ينشطر، وأما 99,3% الباقية فهي يورانيوم-238 لا ينشطر. واليورانيوم الطبيعي يخصب بحيث يصبح به من 2,5 - 0 و4% يورانيوم- 235 القابل للانشطار فيكون صالحا للاستخدام في مفاعلات الماء الخفيف التي تعمل ب الولايات المتحدة الأمريكية وبلاد عديدة أخرى مثل اليابان وفرنسا وإنجلترا وألمانيا وغيرهم، بينما مفاعلات الماء الثقيل The Heavy Waterالتي تعمل في كندا تستخدم اليورانيوم الطبيعي.
وفي حالة التخصيب يتطلب تزويد المفاعل النووي ب 30 طن من اليورانيوم المخصب إلى درجة 5 و3% لإمداد مفاعل واحد بالوقود النووي لمدة عام إذا كان يعمل بقدرة 1000 ميجاوات. وعملية تخصيب اليورانيوم Uranium Enrichment تتم بتخلل مادة هكسافلوريد اليورانيوم Uranium Hexaflourideالغازية وراء حاجز من مادة مسامية فتزيد نسبة اليورانيوم-235 في اليورانيوم من 7و0% إلى نحو 5و3%. وذلك لأن نفاذية اليورانيوم-235 في الحاجز المسامي تكون أعلى من نفاذية النظير يورانيوم-238 الأثقل منه، وبتكرار عملية النفاذية خلال حواجز متتالية مرات كثيرة ترتفع نسبة اليورانيوم-235 من 7و0% إلى 5 و3 % ويصبح بذلك صالحا للإستخدام في المفاعلات النووية التي تعمل بالماء العادي، مثل مفاعل الماء المغلي.
كما يمكن فصل مادة اليورانيوم-235 الخفيفة نسبيا بطريقة أخرى عن يورانيوم-238 بواسطة آلات الطرد المركزي، وهو ما تتبعه إيران في الوقت الحاضر. ووقود اليورانيوم اللازم للمفاعلات الانشطارية لا يصنع قنبلة ذرية لأن القنبلة تحتاج تخصيب أكثر يصل إلى 90% يورانيوم-235 لكي يتم تفاعل متسلسل سريع وقت الانفجار.
واليورانيوم والبلوتونيوم المخصبان بنسبة مرتفعة جداً يستخدمان في صنع القنابل النووية. لأن اليورانيوم المرتفع الخصوبة به نسبة عالية من اليورانيوم-235 غير المستقر والمركز صناعيا (المخصب). والبلوتونيوم Plutonium يصنع نتيجة معالجة وقود اليورانيوم في المفاعلات الذرية أثناء عملها حيث تقوم بعض ذرات اليورانيوم (حوالي 1% من كمية اليورانيوم) بامتصاص نيترون neutron لإنتاج عنصر جديد هو البلوتونيوم الذي يستخلص بطرق كيميائية. ولصنع التفجير النووي يدمج اليورانيوم أو البلوتونيوم المخصبان بطريقة معينة بمتفجرات تقليدية تعمل على تكون كتلة الحرجة. وهذا الدمج يعمل على تكثيف المادة النووية آنيا فينتج التفاعل المتسلسل وينتج الانفجار النووي المدمر.
ويمكن تخصيب اليورانيوم بعدة طرق. ففي برنامج تصنيع الأسلحة النووية بأمريكا يتبع طريقة الانتشار الغازي باستغلال النفاذية المختلفة لكل من يورانيوم-235 ويورانيوم-238 في المواد. يتم ذلك بتحويل اليورانيوم الطبيعي (نسبة يورانيوم-235 فيه 7و0% فقط) إلي غاز هكسافلوريد اليورانيوم Uranium Hexafluoride ثم يضخ خلال حاجز مسامي يسمح لذرات يورانيوم-235 بالمرور خلاله بسرعة أكبر من سرعة نفاذية بقية ذرات اليورانيوم، وبتكرار هذه العملية في عدة دورات يرتفع تركيز اليورانيوم-235 إلى نحو 90% فيصلح لصنع الأسلحة النووية، وهذا ما اتبعته الولايات المتحدة الأمريكية خلال الحرب العالمية الثانية]] لصنع قنبل هيروشيما. إما الصين وفرنسا وبريطانيا والإتحاد السوفيتي فقد لجؤا إلي طريقة تخصيب اليورانيوم بطريقة الطرد المركزي لغاز هكسافلوريد اليورانيوم بسرعة عالية بدلا من طريقة الانتشار الغازي، وهذا ما تتبعته إيران حاليا لتخصيب اليورانيوم. وطبقا لهذه الطريقة يحول اليورانيوم الطبيعي إلى غاز هكسافلوريد اليورانيوم بالتسخين ثم يدخل في آلة طرد مركزي تدور بسرعة كبيرة. وبتاثير قوة الطرد المركزي تتجه ذرات اليورانيوم الأثقل يورانيوم-238 إلى حافة أسطوانة الطرد المركزي، بينما تبقى ذرات اليورانيوم-235 (الأخف) في وسط الأسطوانة، ويتركز اليورانيوم-235 في وسط الأسطوانة فيـُسحب ويُفصل. وتستخدم هذه الطريقة لتخصيب اليورانيوم أيضا في الهند وباكستان وإيران وكوريا الشمالية، وهي تختصر الطاقة المستخدمة للتخصيب عن طريقة النفاذية الغازية.
وهناك طريقة التدفق النفاث المتبعة في جنوب أفريقيا وطريقة الفصل للنظير بالكهرومغناطيسية التي كان العراق يتبعها قبل حرب الخليج عام 1991. ويمكن استعمال طريقة التخصيب بالليزر لفصل اليورانيوم بتحويل المعدن إلى بخار وبتسليط أشعة الليزر عليه فتثير ذرات اليورانيوم-235 والتي تتجمع وتتركز بالتأثير الإلكتروستاتيكي، وهذه التجربة تمت في كوريا الجنوبية عام 2000 سرا.

## أنواع المفاعلات

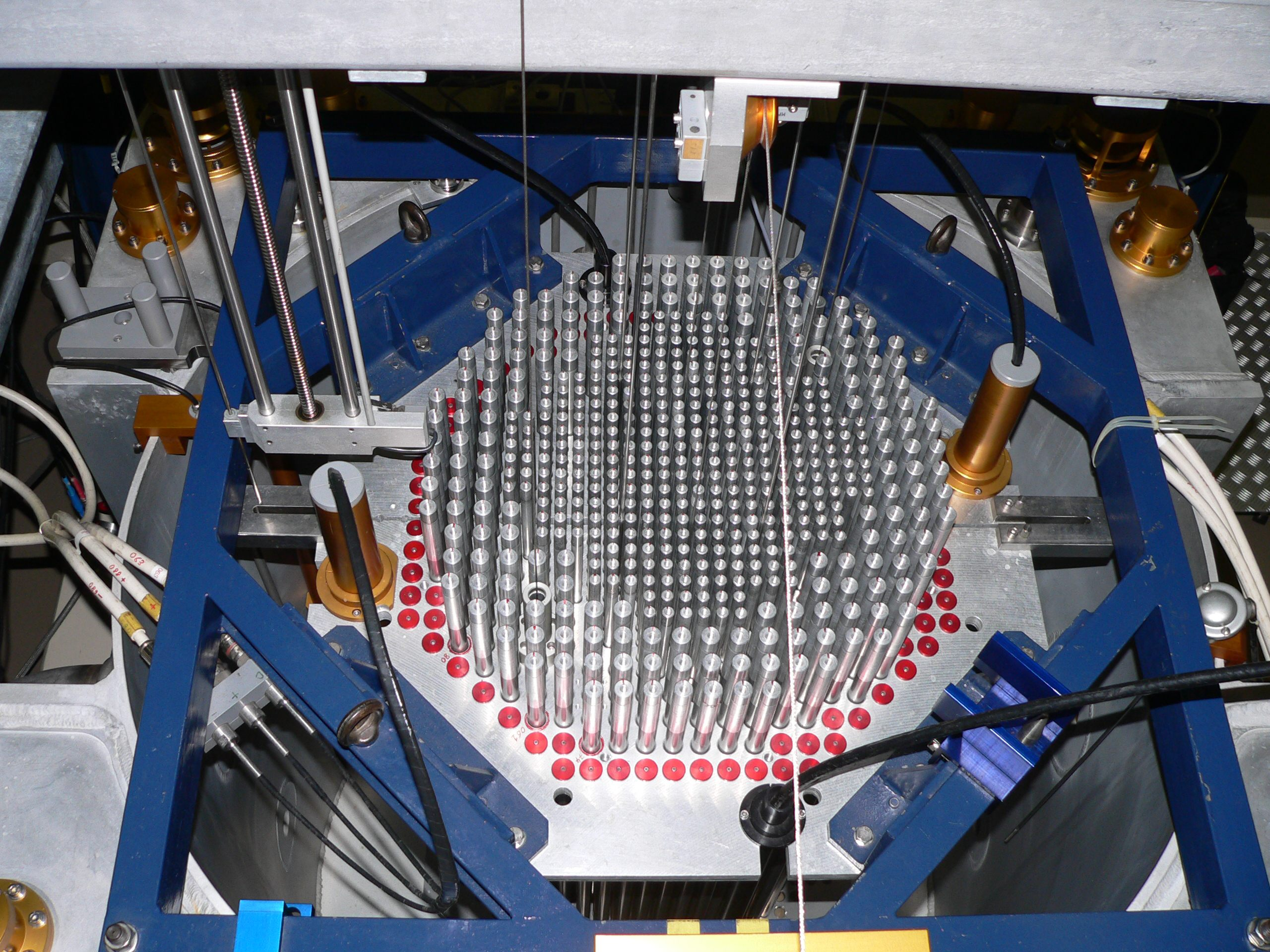
صورة مفاعل نووي للأبحاث العلمية وتُري فيه قضبان اليورانيوم وقضبان التحكم

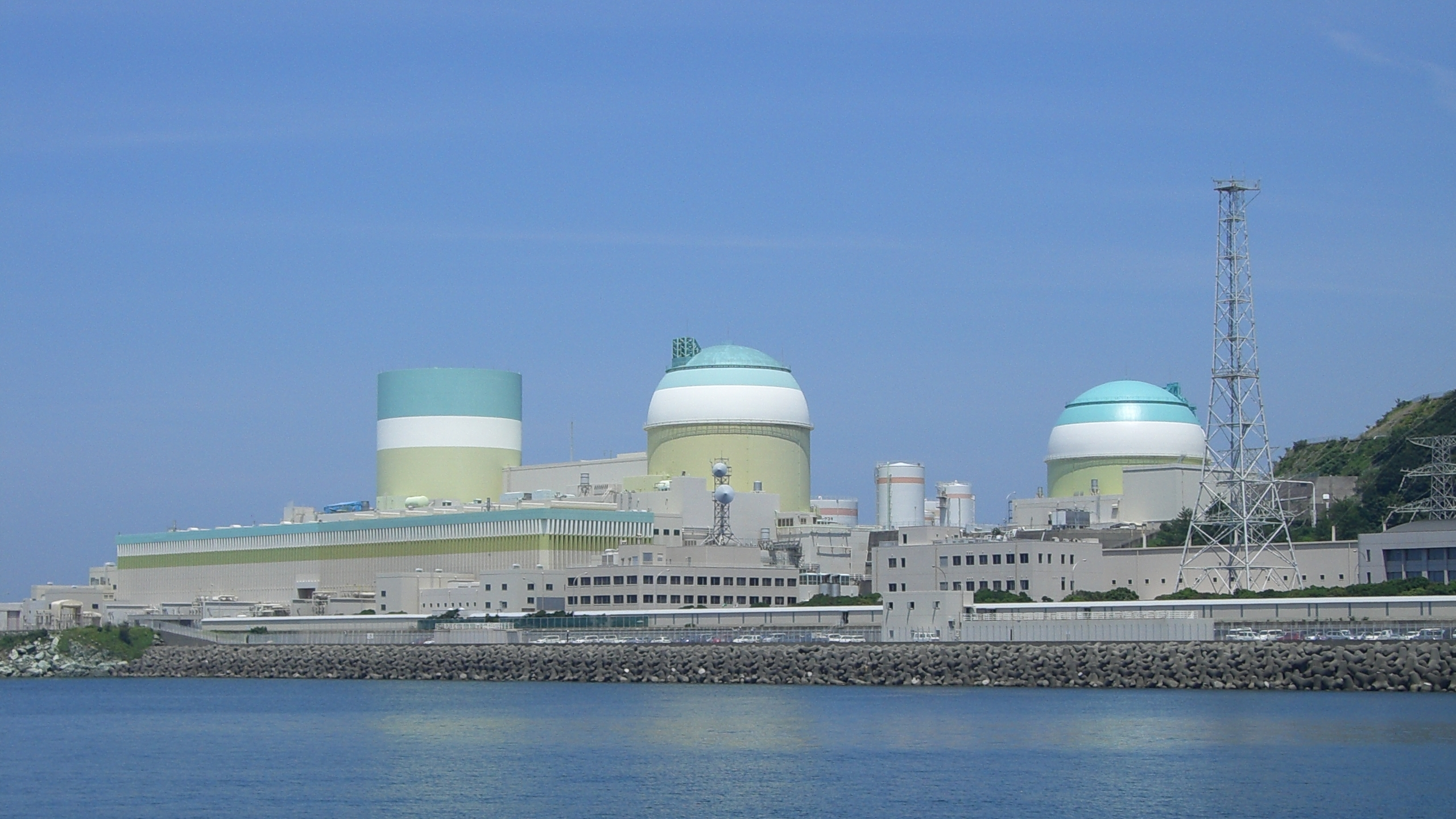
صورة مفاعل إيكاتا باليابان

يطلق على مفاعلات الانشطار النووي The nuclear fission reactors في الولايات المتحدة الأمريكية مفاعلات الماء الخفيف"light water reactors" ومنها مفاعل الماء المغلي ومفاعل الماء المضغوط وهي منتشرة كثيرا في العالم الغربي وفي اليابان وكوريا، وهي تختلف عن مفاعلات الماء الثقيل "heavy water reactors" التي تستخدم في كندا. والماء الخفيف هو الماء العادي الذي يستخدم في قلب المفاعل مع وحدات الوقود النووي كوسيط لتهدئة moderator سرعة النيوترونات، حيث يحتاج انشطار نواة ذرة اليورانيوم-235 أن تصدمها نيوترونات بطيئة وليست سريعة. كما يعمل الماء في نفس الوقت كمبرد وناقل للحرارة حيث يتحول في المفاعل إلى بخار ذو ضغط عالي. ويحدث ذلك في غلاية أو خزان كبير يسمى خزان الضغط للمفاعل وهو في شكل أسطواني رأسي، يبلغ قطرها 5 مترات بارتفاع 8 متر ذات جدار من الحديد الصلب بسمك 25 سنتيمتر. ويحتوي خزان الضغط وحدات الوقود النووي المخصب غاطسة في الماء وكذلك قضبان من مادة تمتص النيوترونات مثل سبيكة الصلب والبور أو الكادميوم، يمكن بواسطتها ضبط سير التفاعل النووي أو إيقافه. يُنتج التفاعل النووي طاقة حرارية كبيرة فيسخن الماء في خزان الضغط ويتحول إلى بخار ذو ضغط عالي. يرتفع ضغط البخار في خزان الضغط إلى نحو 350 ضغط جوي ويكون في درجة حرارة نحو 450 درجة مئوية. يوجه هذا البخار عن طريق أنابيب ضخمة ليدير زعانف التوربينات التي تدير بدورها مولدات القوي الكهربائية. بذلك تتحول الطاقة النووية إلى طاقة حرارية ثم إلى طاقة حركة التوربين إلى طاقة كهربائية لإدارة المصانع وإنارة البيوت.
واستعمال الماء العادي يتطلب تخصيب وقود اليورانيوم لدرجة بين 5و2% إلى 5و3% باليورانيوم-235، وكلا النوعين من المفاعلات اللذان يعملان بالماء الخفيف هما مفاعل الماء المضغوط (Pressurized water reactor (PWR وتتم فيه دورتين (دورة أولية ودورة ثانوية) للماء والبخار من خزان الضغط إلى التوربنات ويفصلهما مبادلات للحرارة فيكون بخار تشغيل التوربينات معزولا عن دورة الخزان. والنوع الثاني من مفاعلات الماء العادي تسمى مفاعل الماء المغلي (Boiling water reactor (BWR. يستخدم مفاعل الماء المغلي دورة واحدة للماء والبخار من خزان الضغط إلى التوربينات ثم إلى خزان الضغط.
ويطلق علي مفاعلات الانشطار النووي في كندا مفاعلات الماء الثقيل حيث يعمل الماء الثقيل كوسيط بالمفاعل ويقوم الديوتيريوم deuterium، وهو الإيدروجين الثقيل الموجود في الماء الثقيل بتقليل سرعة النيترونات في التفاعل الانشطاري المتسلسل. وهذا النوع من المفاعلات لايتطلب وقود يورانيوم مخصب بل طبيعي ويطلق علي هذه المفاعلات الكندية مفاعلات كاندو CANDU.
- كما هناك نوع من المفاعلات النووية تعمل بدون ماء التبريد، ويستخدم فيها غاز الهيليوم كوسط لخفض سرعة النيوترونات وكناقل للحرارة في نفس الوقت. من مميزات هذا النوع من المفاعلات الذرية أنها يمكن أن تعمل باليورانيوم الطبيعي أو الثوريوم وهو عنصر نووي توجد خاماته الأولية في كثير من البلاد. علاوة على ذلك فإن مفاعل الثوريوم يعمل في درجات حرارة عالية تصل إلى 900 درجة مئوية، ولهذا يتمتع بكفاءة حرارية عالية. كما يمكن استغلال تلك الحرارة العالية مباشرة في بعض الإنتاجات الصناعية التي تتطلب درجات حرارة عالية. وقد طـُور هذا النوع من المفاعلات التي تسمى مفاعلات الثوريوم عالية الحرارة بنجاح في ألمانيا.
- مفاعل سريع بتبريد الرصاص ويستخدم في بعض الغواصات الروسية.
- مفاعل ملح منصهر تعمل بالثوريوم
- مفاعل بتبريد غازي تقدمي ويعمل باليورانيوم الطبيعي أو يورانيوم مخصب.
- مفاعل الماء الثقيل المضغوط وهو يعمل باليورانيوم الطبيعي.

## انهاء الطاقة النووية

مجمع مفاعلات Cattenom بفرنسا

انهاء الطاقة النووية مصطلح يتم إطلاقه على عملية إغلاق محطات الطاقة النووية تدريجياً بشكل منظم من قبل بعض الدول التي تملك هذه المفاعلات. السبب في رغبة هذه الدول في انهاء الطاقة النووية على أراضيها هي النفايات النووية الضارة التي لا يمكن إعادة تصنيعها. وحاليا فقد بدأ العديد من الدول مثل السويد وألمانيا في إعادة نظرتها بالنسبة إلى قرارها السابق بشأن إنهاء الطاقة النووية، خصوصا بعد تفاقم مشكلة الانحباس الحراري على الأرض، بسبب تركيز إنتاج الطاقة الكهربائية بوساطة محطات التي تعمل بالفحم والبترول، والتي تنتج قدرا هائلا من ثاني أكسيد الكربون، الذي يرفع بشكل مستمر درجة الحرارة على الأرض.

## مفاعل سيزر
تمكن كلوديو فيلبون العالم النووي ومدير مركز الطاقة المتطورة في جامعة ميريلاند الأمريكية من ابتكار وتصميم مفاعل سيزر CAESAR المتطور لإنتاج الكهرباء دون التسبب في أي تلوث نووي، أو انتشار الإشعاعات النووية. عكس المفاعلات النووية التقليدية التي تدار بأذرع وقود اليورانيوم 238 المزود بحوالي 4% من اليورانيوم 235. وعند اصطدام النيوترون بذرة اليورانيوم 235، تنشطر إلى نويات وتنطلق كمية من الطاقة في شكل حرارة ومزيد من النيوترينات التي تصطدم بالذرات الأخرى. ويتحكم «الوسيط» بإدخاله بين قضبان الوقود ليبطأ بعض النيوترينات لتتحرك ببطء بدرجة كافية بحيث تعمل على انشطار أنواية الذرات. لكن بعد عامين أو ثلاثة من تشغيل المفاعل، تصبح ذرات اليورانيوم 235 الباقية غير كافية فتظهر الحاجة إلى قضبان وقود جديدة. لكن مفاعل سيزر يعتمد على انشطار ذرات اليورانيوم 238 داخل قضبان الوقود بواسطة نيوترونات تتحرك بسرعة مناسبة نتيجة وجود البخار كوسيط في المفاعل، بالتحكم في كثافته بدقة، لإبطاء مرور النيوترينات للحصول على الانشطار المطلوب من ذرة اليورانيوم 238. وحدوث تفاعل نووي مصحوبا بانطلاق الطاقة وانطلاق مزيد من النيوترينات، التي تصطدم بدورها بذرة أخرى من اليورانيوم وهكذا. والمفاعل سيزر يمكن تشغيله لعقود دون الحاجة إلى إعادة تزويده بالوقود.

## مفاعل البحوث
هناك مفاعلات البحوث وهي أبسط من مفاعلات الطاقة وتعمل في درجات حرارة ووقود أقل من اليورانيوم عالي التخصيب (20% من U235،) على الرغم من أن بعضاً من المفاعلات البحثية الأقدم تستخدم 93% من U235. وكمفاعلات الطاقة يحتاج قلب مفاعل البحث للتبريد، ومهدئ من الماء الثقيل أو بالجرافيت لتهدئة النترونات وتعزيز الانشطار.و معظم مفاعلات البحث تحتاج أيضاً إلى عاكس من الجرافيت أو البيريليوم لتخفيض فقدان النترونات من قلب المفاعل. ومفاعلات البحث Research Reactors تستخدم للبحث والتدريب واختبار المواد أو إنتاج النظائر المشعة من أجل الاستخدام الطبي والصناعي. وهذه المفاعلات أصغر من مفاعلات الطاقة. ويوجد 283 من هذه المفاعلات تعمل في 56 دولة. كمصدر للنترونات من أجل البحث العلمي.

## مستقبل المفاعلات النووية

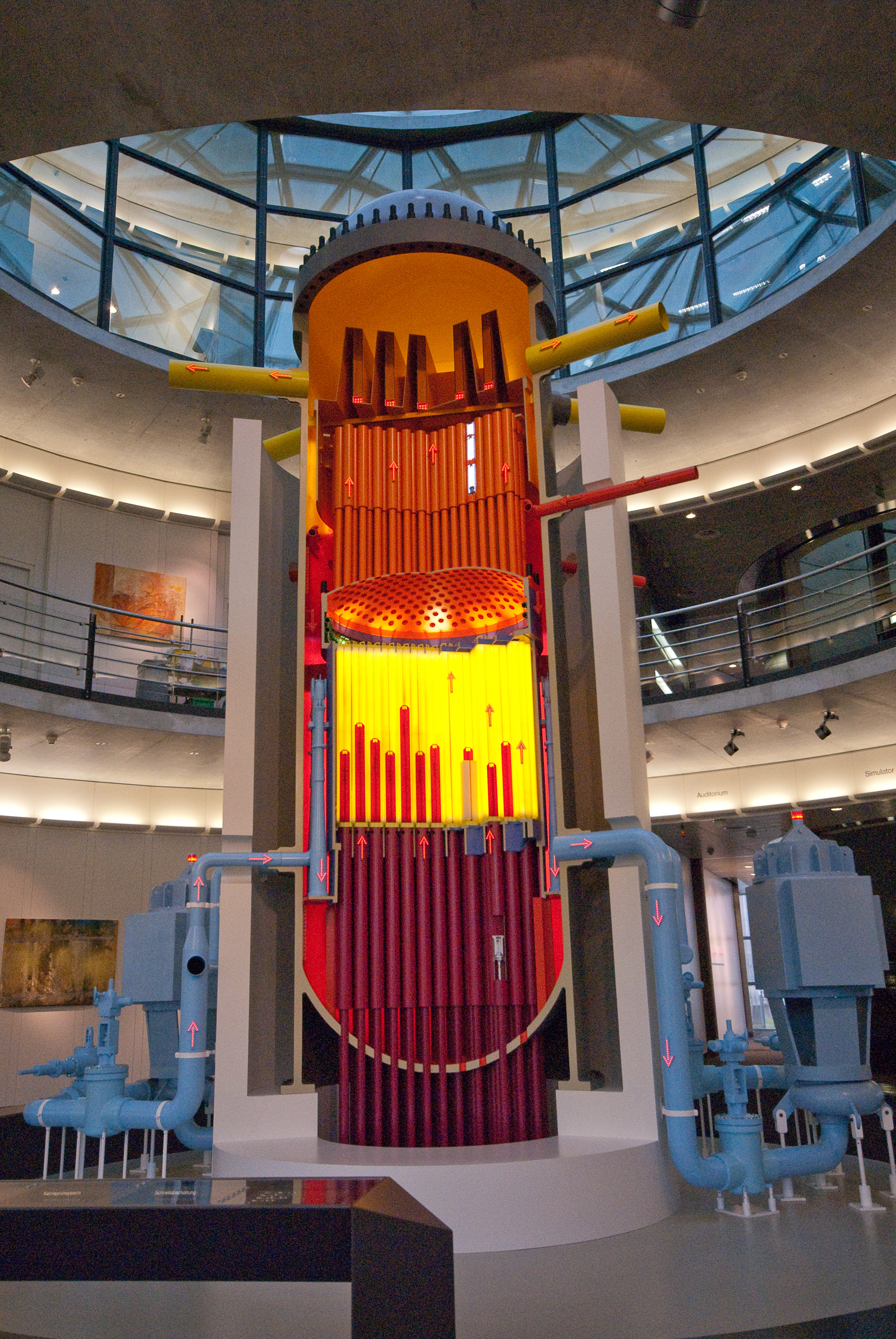
نموذج مفاعل نووي: خطوة نحو مستقبل الطاقة النووية

تزود الطاقة النووية دول العالم بأكثر من 16% من الطاقة الكهربائية؛ فهي تمد 35% من احتياجات دول الاتحاد الأوروبي. واليابان تحصل على 30% من احتياجاتها من الكهرباء من الطاقة النووية، بينما بلجيكا وبلغاريا والمجر وسلوفاكيا وكوريا الجنوبية والسويد وسويسرا وسلوفينيا وأوكرانيا فتعتمد على الطاقة النووية لتزويد ثلث احتياجاتها من الطاقة. لأن كمية الوقود النووي المطلوبة لتوليد كمية كبيرة من الطاقة الكهربائية أقل بكثير من كمية الفحم أو البترول اللازمة لتوليد نفس الكمية. فطن واحد من اليورانيوم يقوم بتوليد طاقة كهربائية أكبر من ملايين من براميل البترول أو ملايين الأطنان من الفحم. والطاقة الشمسية كلفتها أكبر بكثير من تكاليف الطاقة النووية. ولا تطلق غازات ضارة في الهواء كغازات ثاني أكسيد الكربون أو أكسيد النتروجين أو ثاني أكسيد الكبريت التي تسبب الاحترار العالمي والمطر الحمضي والضباب الدخاني. ومصدر الوقود النووي (اليورانيوم) متوفر وسهل الحصول عليه ونقله، بينما مصادر الفحم والبترول محدودة.
وتشغل المحطات النووية لتوليد الطاقة مساحات صغيرة من الأرض مقارنة بمحطات التوليد التي تعتمد على الطاقة الشمسية أو طاقة الرياح. لكن استخدام الطاقة النووية يسبب إنتاج النفايات ذات الإشعاعية العالية. لذلك يخزَّن الوقود النووي المستهلك في أحواض مائية بغرض تبريدها، وامتصاص أشعتها الضارة وتخفيض درجة إشعاعيته. بعد ذلك يمكن تدويرها وإعادة معالجتها لاسترجاع اليورانيوم والبلوتونيوم التي لم تنشطر بعد، واستخدامهما من جديد كوقود للمفاعل أو في إنتاج الأسلحة النووية. وبعض العناصر الموجودة في النفايات مثل البلوتونيوم ذات إشعاعية عالية وتظل على ذلك لمدة آلاف السنين. ولا يوجد نظام آمن للتخلص من هذه النفايات، لكن مراكز البحوث النووية في جميع أنحاء العالم تعمل على ايجاد تكنولوجيا حديثة لحل تلك المسألة. وقد ابتليت المفاعلات النووية بسوء السمعة بسبب الحادث المروع الذي حدث في محطة الطاقة النووية في تشيرنوبل بأوكرانيا عام 1986 والذي أدى إلى تسرب إشعاعي فظيع. فقد أدى إلى مقتل 31 شخصاً وتعريض مئات الآلاف للإشعاع الذي سيستمر تأثيره على أجيال قادمة.

## مشروعات نووية مستقبلية
على الرغم من معارضات كثيرة للطاقة النووية فالعالم ينظر إلى الطاقة النووية للتقليل من الاعتماد على النفط والفحم والغاز لإنتاج الطاقة الكهربائية.
الصين : يعمل بها 11 مفاعل نووي، وتقوم حاليا بإنشاء 14 مفاعل، وتخطط لإنشاء 115 مفاعل جديد.
فرنسا: يعمل بها 59 مفاعل نووي، وتقوم حاليا بإنشاء 1 مفاعل، وتخطط لإنشاء 2 مفاعلين.
الهند: يعمل بها 17 مفاعل نووي، وتقوم حاليا بإنشاء 6 مفاعل، وتخطط لإنشاء 38 مفاعل.
اليابان: يعمل بها 53 مفاعل نووي، وتقوم حاليا بإنشاء 2 مفاعل، وتخطط لإنشاء 14 مفاعل.
روسيا: يعمل بها 31 مفاعل نووي، وتقوم حاليا بإنشاء 8 مفاعل، وتخطط لإنشاء 36 مفاعل
أوكرانيا: يعمل بها 15 مفاعل نووي، وتخطط لإنشاء 22 مفاعل.
الولايات المتحدة الأمريكية : يعمل بها 104 مفاعل نووي، وتقوم حاليا بإنشاء 1 مفاعل، وتخطط لإنشاء 31 مفاعل.
المملكة العربية السعودية : قامت بإنشاء هيئة تعنى بالطاقة النووية باسم مدينة الملك عبد الله للطاقة الذرية والمتجددة، وأعلنت انها ستمتلك 16 مفاعل نووي عام 2030.
الإمارات العربية المتحدة: تخطط لإنشاء أول محطة نووية عام 2017.
جمهورية مصر العربية: يعمل بها مفاعلين نووين بأنشاص وسيدي كرير وتقوم حالياً بإنشاء محطة نووية في مدينة الضبعة وسيبدأ العمل عام 2019
الكويت: تم تشكيل اللجنة الوطنية لاستخدامات الطاقة النووية للأغراض السلمية في مارس 2009 ويرأسها سمو الشيخ ناصر المحمد الأحمد الجابر الصباح رئيس مجلس الوزراء. ومن المتوقع أن يتم إنشاء أول مفاعل نووي كويتي عام 2025.
كما تخطط الدول لأنشاء نحو 200 مفاعل نووي بالإضافة إلى ما سبق حتى عام 2050.

## وصلات خارجية
- الطاقة الذرية في العالم العربي